# Sara Globočnik
Sara Globočnik (22 giugno 1990) è un'ex sciatrice alpina slovena.

## Biografia
Slalomista pura attiva in gare FIS dal dicembre del 2005, in Coppa Europa la Globočnik ha esordito il 10 gennaio 2008 a Melchsee-Frutt, senza completare la prova, e ha ottenuto il miglior piazzamento il 30 novembre 2009 a Funäsdalen (39ª). Ha disputato la sua unica gara di Coppa del Mondo il 17 gennaio 2010 a Maribor e ha preso per l'ultima volta il via in Coppa Europa il 13 marzo successivo a Kranjska Gora, in entrambi i casi senza completare la prova; si è ritirata al termine di quella stessa stagione 2009-2010 e la sua ultima gara è stata uno slalom speciale FIS disputato il 28 marzo a Maribor, chiuso dalla Globočnik al 10º posto. Non ha preso parte a rassegne olimpiche o iridate.

## Palmarès

### Campionati sloveni
- 3 medaglie:
  - 1 argento (slalom speciale nel 2009)
  - 2 bronzi (supercombinata nel 2009; slalom speciale nel 2010)